# Плахта
Пла́хта — незшита поясна частина жіночого українського національного вбрання в східній, південній, Центральній Україні. З часом цей вид одягу замінили спідниці. Виготовлялася з полотнищ барвистої клітчатої вовняної тканини.
Плахта — це полотнище довжиною до 4 метрів (довжина 3,6 метри, ширина — 0,71 метри), виткане з пофарбованої вовни, завжди клітчастої («в кратки»), з більше чи менше вибагливим візерунком. А потім ще часто вишите руками, вовною чи очками в кожній кратці.
Так само як і запаска, плахта є дуже старовинною одежею. Як запаска, так і плахта були одежею нижньої частини тіла за козацьких часів, коли одяг відзначався особливою пишністю. Плахти за козацьких часів виготовляли з шовку, вишиваючи поверху золотими та срібними нитками.

## Етимологія
Назва походить від прасл. *plaxъta, пов'язаного з *plaxa («плаха», «поліно», «плоский шматок дерева»). На користь цієї версії говорить те, що в діалектах слово плаха може мати значення «складова частина невода», «полотнище невода», «верхня частина свинячої туші, шар сала». Сумнівні є гіпотези, що виводять слово від давн.в-нім. flah («плоский, рівний»), прагерм. *flahta («шмаття, лахміття, ганчірка»), а також ті, що пов'язують його з давн.в-нім. blaha («грубе лляне полотно, простирало»), нім. Blahe («парусина», «брезент»).

## Символізм

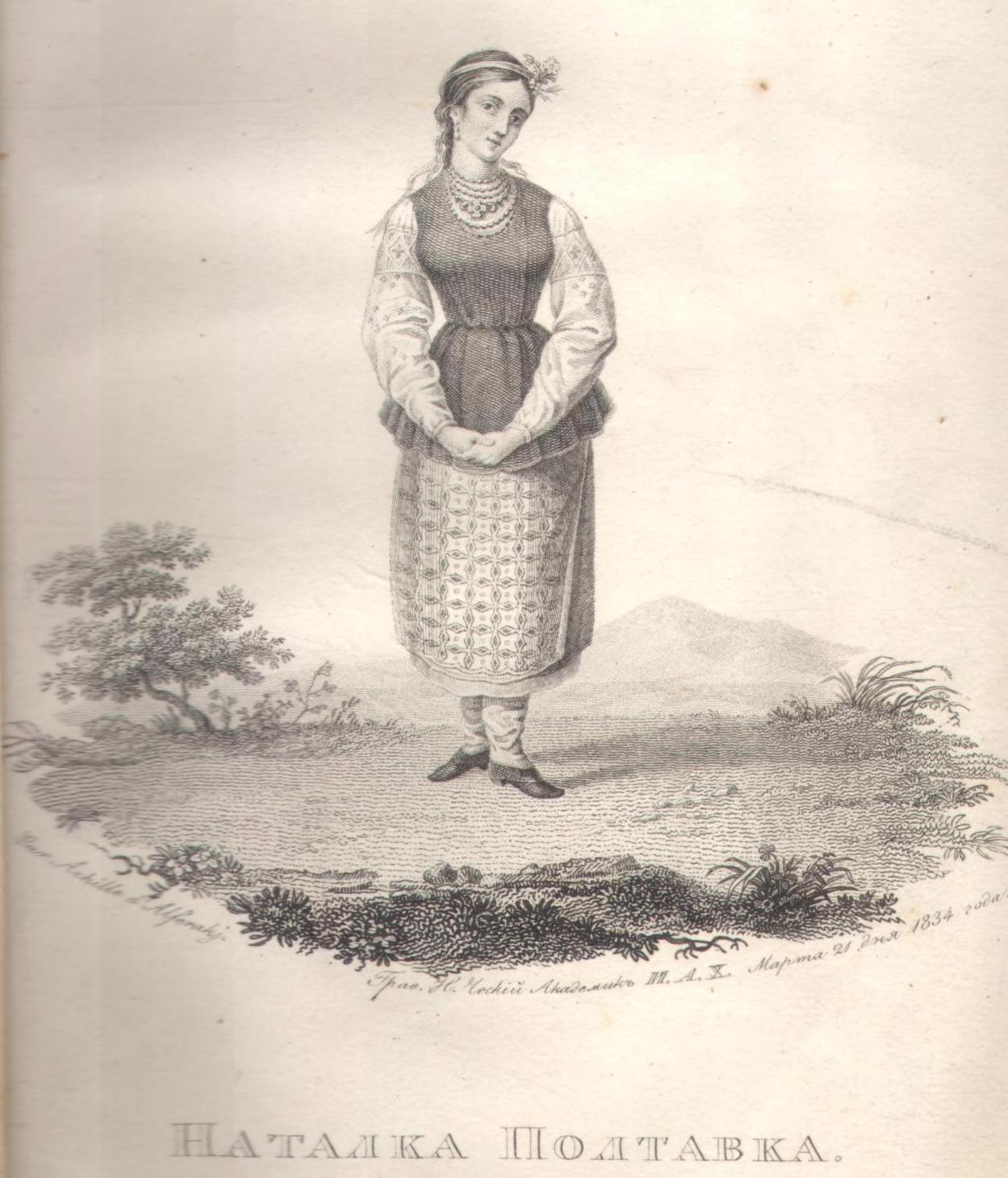
Зображення Наталки Полтавки у плахті (1834)

Дівчатам, які досягли статевої зрілості, під час ініціації могли символічно надягати плахту — посвячуючи їх у «дівоцтво». Плахта як символ родючості, мала оберігати сакральні частини тіла дівчини, надаючи їм сили родючості майбутньої жінки.

## Крій плахти
Плахти могли бути повними (з «крилами», з «криса́ми») або ж не повними («станок»).
Станок робили з двох полотнищ тканини однакової довжини і зшитих вздовж довгої сторони. Шов носили позаду, а спереду закривали запаскою. Довжина станка була приблизно рівна — від талії до кісточок.
Крій повних плахт був двох видів: Т-подібна і пряма.

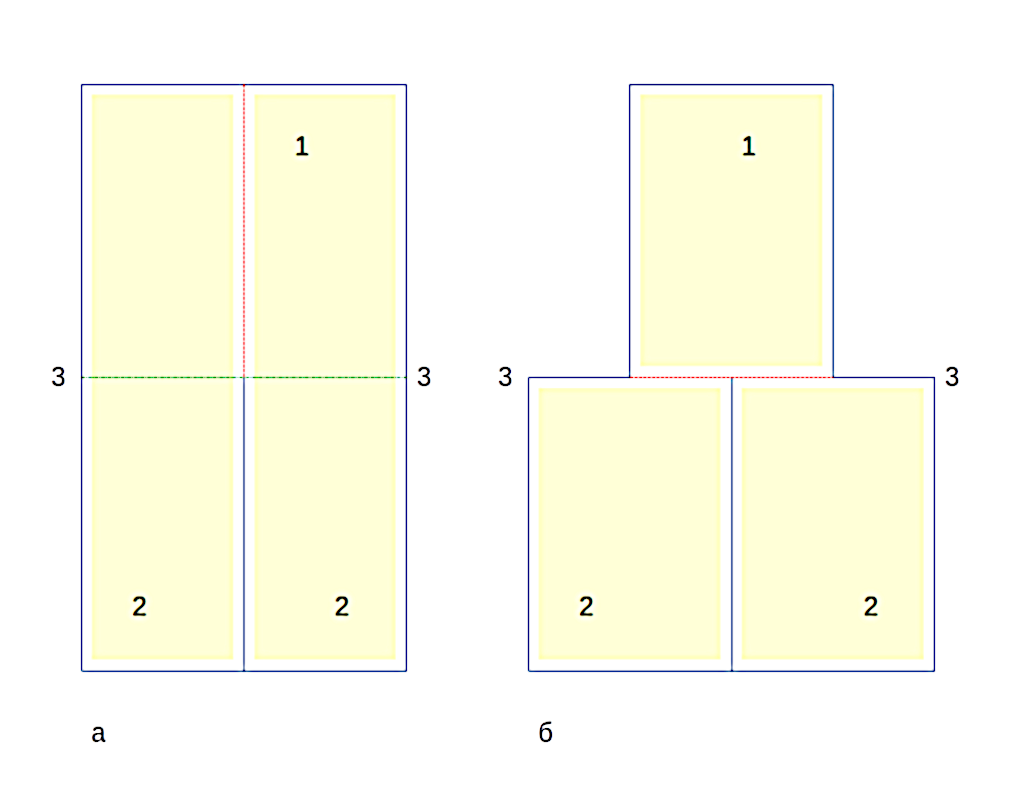
Варіанти пошиття плахти

Для пошиття Т-подібної плахти полотнище розрізали на три рівні частини, а потім дві частини не зшивали, а пришивали виворітніми сторонами до третьої частини і зшивали таким чином, щоб середина нижньої частини була навпроти розрізу бічних частин. Пошиту у вигляді букви Т готову плахту перегинають так, щоб її нижня (лицева) частина опинилася знизу та обмотують її навколо стану, привязуючи зверху поясом або крайкою. При цьому нижня частина прикриває задню частину тіла, а дві вивернуті інші, боки, залишаючи таким чином тільки невеликий розріз спереду, який прикривали зверху попередницею.
Крій прямої плахти з «крилами» подібний до станка — два полотнища однакової довжини зшивались але не повністю, а до половини. Не зшиті частини перегинались і утворювали «крила». Тому, довжина полотнища була майже вдвіччі довшою, ніж для станка.
Станок носили, переважно, дівчата, а повні — молодиці і старші жінки.

## Візерунки
В залежності від складності орнамету, за рік одна майстриня могла виткати від 10 до 250 плахт при повному робочомі дні. За способом ткання плахти поділялися на габілочки та накладні. Накладні мали менше переборів. В залежності від барви, плахти поділялися на черчатки (черчата). В такій плахті вся основа була червоною, окрім приміток (країв квадратиків малюнку). Напільні, в цих плахтах основа була наполовину червона і синя. Синятки — основа була вся синя.
Найуживанішими барвами для виробництва плахт були: синя, червона, жовта та зелена. Для червоної барви використовували червець, для жовтої — галун, жовті гвоздики, сировець, жовту шкірку.
Плахти ткали з перебором і без перебору. Плахти могли бути чорного, синього, червоного, зеленого та жовтого кольорів. Узор на плахтах розташовується в шаховому порядку. Сам узор і колір плахт залежав від конкретної місцевості. На Чернігівщині носили переважно зелені плахти, а на Полтавщині — жовті. Останні плахти ткалися в основному в Сорочинцях, вони були червоного, зеленого, синього та білого кольорів. В Диканьці, Шишаках та Решетиловці ткалися плахти з зірочками. Узори з плахт поступово перейшли на узори подушок.
В кін. 19 на поч. 20 ст. плахти почали виходити з ужитку, були вони в той час ще в деяких місцевостях на Лівобережжі та на Київщині. Узори в той час стали простішими та невибагливими. Кожен з узорів мав свою назву: картата, синятка, рожева, рогатка, закладяна, трещата і т. і.
До плахти спереду, де був розріз, завжди носили попередницю. Плахти були вовняні, а заможніші носили напівшовкові плахти (шовк на сукні). До плахти носили з тонкої шерсті «попередницю» червоного кольору, яку пов'язували червоним або зеленим шерстяним поясом.
Гуцули та частково бойки носили замість плахти запаски, часто вибагливо ткані з металевою та шовковою ниткою. Такі запаски були найчастіше жовтогарячого кольору, інколи синього чи зрідка й інших барв. Такі запаски були ткані в поперечні смуги, а не в кратки, як на великій Україні. У Буковині та Бессарабії запаски були чорного кольору з більш-менш строкатим краєм унизу.
В західних областях України — верхній одяг з полотна. У поляків, лужичан, словаків — головна і наплічна накидка.
Народна приповідка: «Не треба запаски, коли й у плахті гарно».

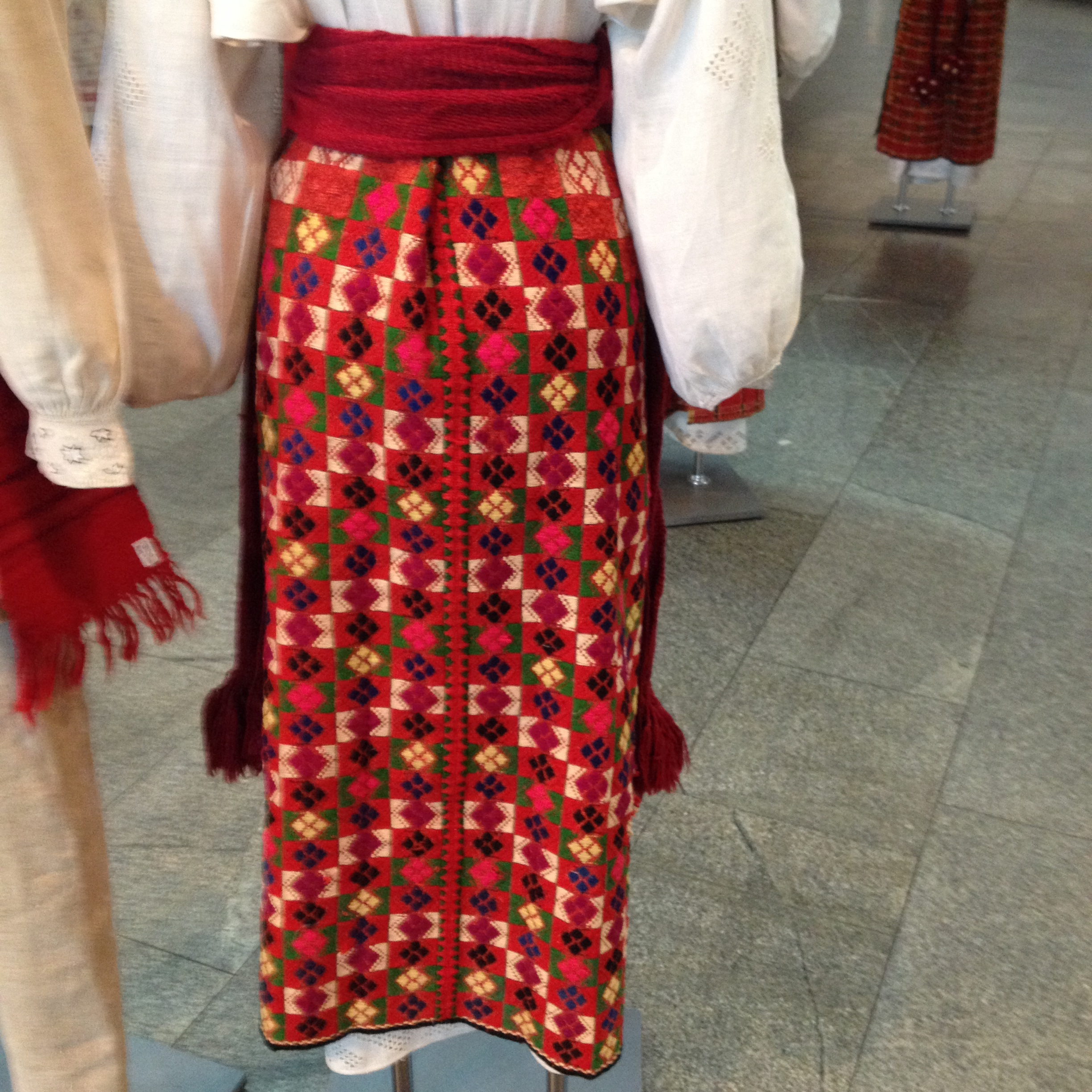
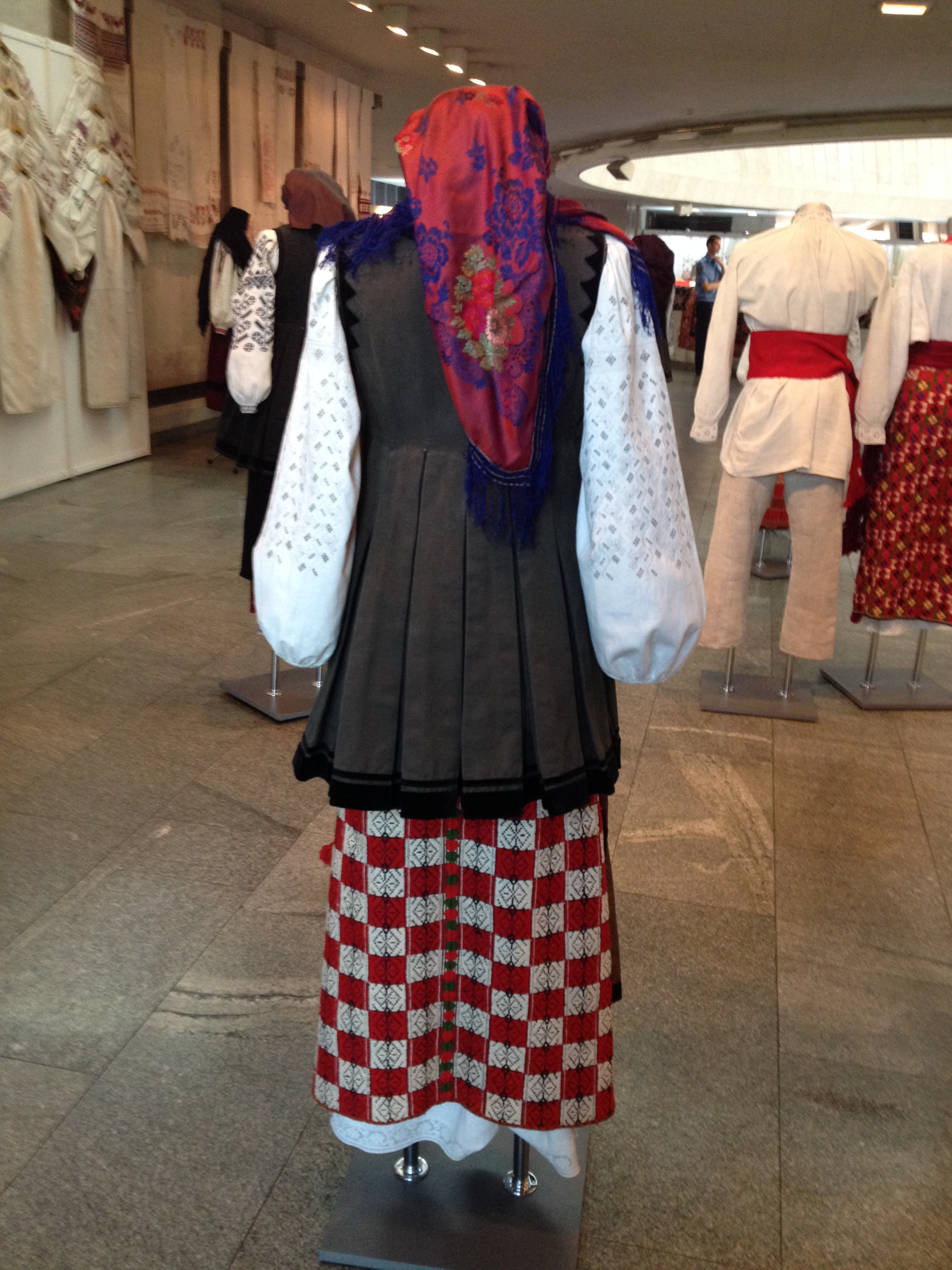
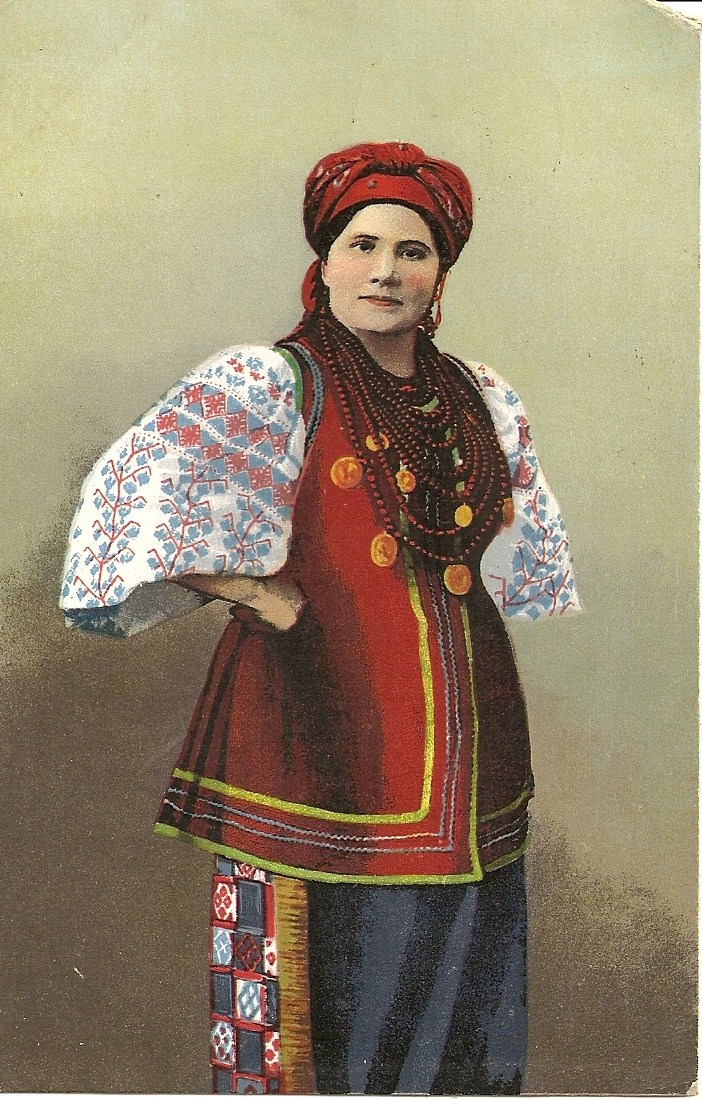
Плахта з попередницею
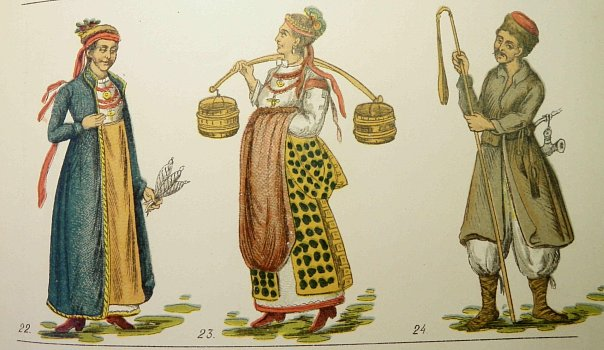
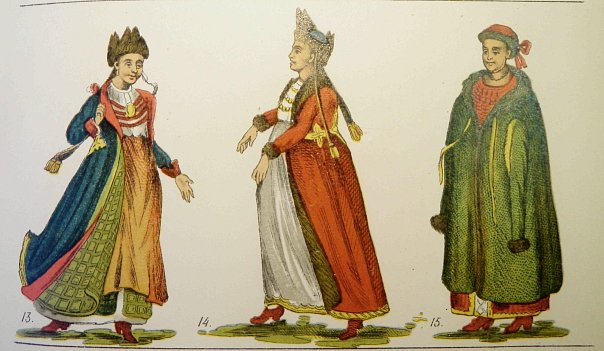
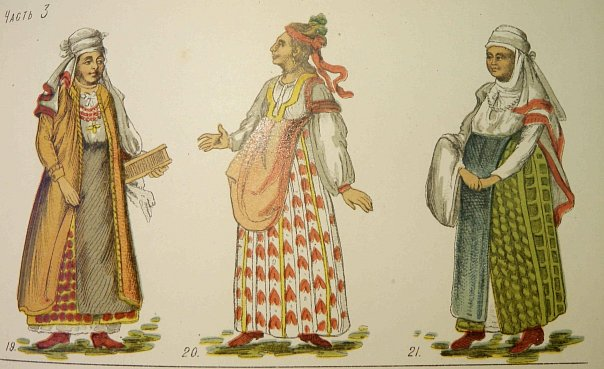
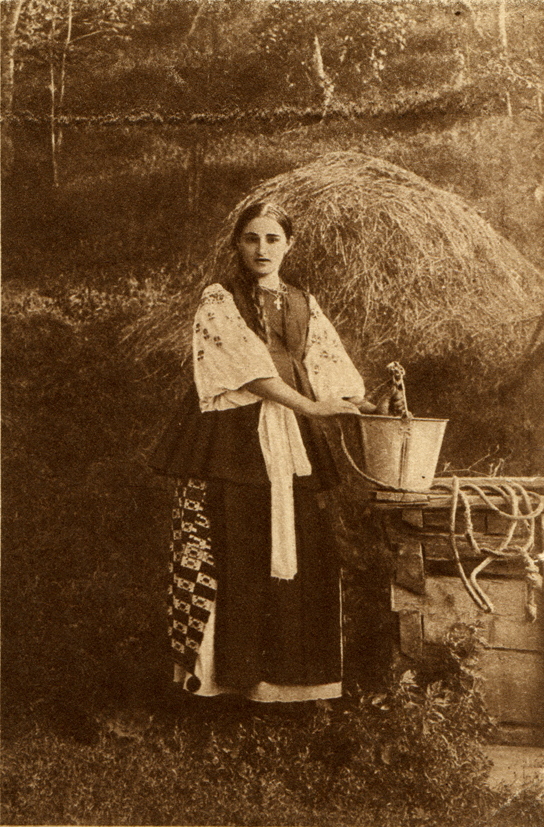
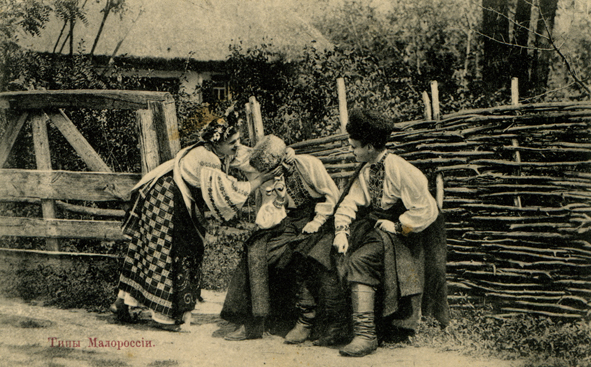